# Verdezun
Verdezun est une ancienne commune française, située dans le département de la Lozère en région Occitanie.

## Histoire
Créée en 1790, elle fusionne en 1831 avec Le Malzieu-Ville.

## Administration
| Période                                  | Période | Identité | Étiquette | Qualité |
| ---------------------------------------- | ------- | -------- | --------- | ------- |
|                                          |         |          |           |         |
| Les données manquantes sont à compléter. |         |          |           |         |

## Démographie
| 1793 | 1800 | 1806 | 1821 | 1831 | 1836 |
| ---- | ---- | ---- | ---- | ---- | ---- |
| 97   | 79   | 91   | 174  | 77   | -    |

Histogramme

(élaboration graphique par Wikipédia)

## Lieux et monuments
- Ancienne église Saint-Laurent (XIIe)[2].
- Via Ferrata du Malzieu[3].
- Centrale Hydroélectrique du Ranc[4].